# Rhabdomys dilectus
Rhabdomys dilectus є видом гризунів родини Muridae. Зустрічається e південній частині Африки (Есватіні, Лесото, Мозамбік, ПАР, Зімбабве). Вид віддає перевагу сезонно вологим середовищам існування у біомах пасовища та савани.

## Опис
Довжина голови й тулуба становить від 90 до 135 мм, довжина хвоста від 80 до 135 мм, довжина лапи від 17 до 33 мм, довжина вух від 10,0 до 20 мм і вага до 68 грамів. Спина темно-червонувато-коричнева і має характерні чорні поздовжні смуги.

## Спосіб життя
Rhabdomys є денними та сутінковими всеїдними тваринами, які харчуються насінням, плодами, зеленим рослинним матеріалом, стручками акації, приквітками протеї, корою сосни та членистоногими. Вони в основному зерноїдні, але залежно від сезону, як відомо, умовно всеїдні, іноді поїдаючи комах. R. dilectus здебільшого живе поодиноко.
Сезон розмноження починається в серпні та закінчується на початку листопада в сукуленті Кару, хоча в інших частинах ареалу триває до березня-квітня через просторово-часові коливання режиму опадів. Початок сезону розмноження залежить від поєднання наявності їжі, температури та кількості опадів. Молодняк зазвичай народжується в літні місяці з вересня по квітень. Середній термін вагітності становить 25,4 дня. На розмір виводку впливає вік і маса тіла самиці. Самиці дають в середньому два (максимум п'ять) виводків за сезон. Розмір виводку становить 1–11 дитинчат. У дикій природі середня очікувана тривалість життя становить 1.5 місяця, але особини можуть жити до 24 місяці в неволі. Види Rhabdomys є особливо важливим кормом для денних хижих птахів, змій і дрібних ссавців, включаючи каракала (Caracal caracal), шакала (Canis mesomelas), африканського дикого кота (Felis lybica) і кількох видів мангустів.